# Ixora granulata
Ixora granulata är en måreväxtart som beskrevs av Cornelis Eliza Bertus Bremekamp. Ixora granulata ingår i släktet Ixora och familjen måreväxter. Inga underarter finns listade i Catalogue of Life.